# Red Hat Enterprise Linux
Red Hat Enterprise Linux (RHEL) is een Linuxdistributie voor professioneel gebruik. Deze commerciële distributie wordt geleverd door Red Hat (IBM). RHEL is de officiële afstammeling van een van de eerste Linuxdistributies, Red Hat Linux. De oudste formele versie van Red Hat Linux dateert van 3 november 1993.
De eerste Enterprise versie was Red Hat Linux 6.2E. Na die versie werd de term Red Hat Enterprise Linux gebruikt.
Met het verschijnen van de professionele Enterprise-versie is Red Hat een niet-commercieel communityproject gestart, Fedora. Deze versie was initieel gebaseerd op Red Hat Linux 6 en fungeerde sindsdien als Linuxdistributie voor de consumentenmarkt en als testbed voor nieuwe componenten die later in RHEL een plekje zouden kunnen krijgen.
Elke versie van RHEL, als commerciële en professionele distributie, wordt door Red Hat 7 jaar gegarandeerd voorzien van updates en patches, vanaf versie 5 is dat zelfs 10 jaar. Elke 18 tot 24 maanden zou er een nieuwe versie moeten verschijnen, maar dat wordt in de praktijk niet (meer) gehaald.

## Versies
- Red Hat Enterprise Linux 2.1 AS (Pensacola), 26 maart 2002
- Red Hat Enterprise Linux 2.1 ES (Panama), mei 2003
- Red Hat Enterprise Linux 3 (Taroon), 22 oktober 2003
- Red Hat Enterprise Linux 4 (Nahant), 15 februari 2005
- Red Hat Enterprise Linux 5 (Tikanga), 14 maart 2007
- Red Hat Enterprise Linux 6 (Santiago), 10 november 2010
- Red Hat Enterprise Linux 7 (Maipo), 10 juni 2014
- Red Hat Enterprise Linux 8 (Ootpa), 7 mei 2019
- Red Hat Enterprise Linux 9 (?), 17 mei 2022

## Afgeleide distributies
RHEL is een commerciële distributie. Dat wil zeggen dat het besturingssysteem wordt geleverd met ondersteuning van Red Hat. De distributie is niet gratis verkrijgbaar. De broncode is wel beschikbaar volgens de GPL licentie. Diverse projecten maken gebruik van dat gegeven om zelf ook een distributie gebaseerd op de RHEL bronbestanden te publiceren. Bekende voorbeelden zijn: 
- CentOS
- Cisco Unified Communications Manager
- ClearOS
- Fedora
- Scientific Linux
- StartCom Enterprise Linux

Oracle heeft een eigen distributie, Oracle Enterprise Linux op basis van RHEL als onderdeel van Unbreakable Linux gepubliceerd.
Ook diverse andere besturingssystemen worden gebaseerd op RHEL. Het bekendste is misschien wel VMWare ESX Server Service Console.

## Software

### Installatie en beheer
RHEL gebruikt de Anaconda-installer en RPM in combinatie met yum (Yellow dog Updater, Modified) voor softwarepakketbeheer.

### RHEL 7
In RHEL 7 is MySQL vervangen door MariaDB.